# 프랑스 총재정부

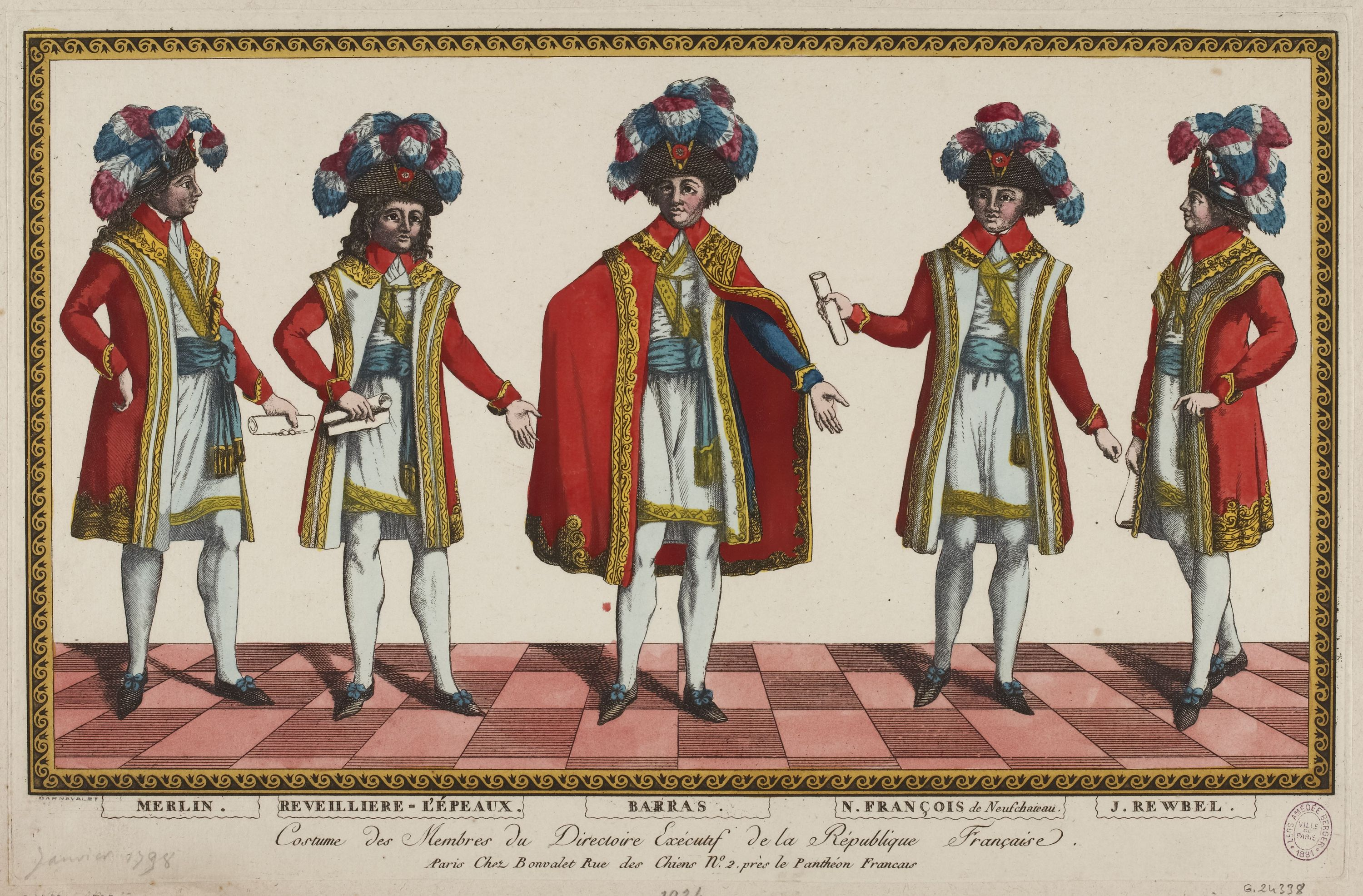
제2차 총재정부의 총재 5인, 왼쪽부터 앙투안 메루란 드 두에, 마리 드 라 루붸 에르, 폴 바라스, 루이 프랑수아 드 누후샤토, 프랑수아 루베루

총재정부(總裁政府, Directory)는 1795년 11월 2일부터 1799년 11월 9일까지 존속한 프랑스의 정부이다. 나폴레옹 보나파르트가 쿠데타로 정권을 장악한후 의회에서 반대파를 몰아내고 통령정부를 구성함으로써 총재정부는 소멸되었다.

## 로베스피에르의 실각
1793년 프랑스에서는 급진적인 정책을 제시한 자코뱅파의 로베스피에르 등이 실권을 잡고 있었다. 그러나 로베스피에르는 유력자를 차례차례로 숙청하거나, 해외로 유배하는 공포 정치를 펼쳤기 때문에, 1794년 7월 27일(프랑스 혁명력 2년 테르미도르 9일, 테르미도르는 프랑스 혁명력의 월 이름), 반로베스피에르파가 단결하여 테르미도르의 쿠데타를 일으켜 로베스피에르 무리를 처형하고 권력을 장악했다. 이 때 앞장섰던 이들이 폴 바라스, 탈리앵, 푸셰 등이다. 나폴레옹도 바라스의 부하로서 활약했다.

## 테르미도르파의 정치
이때 권력을 장악한 자들은 ‘테르미도르파’로 불렸으며, 단순히 로베스피에르파와 대립하는 집단의 모임이었고, 정책적으로 일치한 것은 아니었다. 그 이후 프랑스 정부는 혁명의 이상에 불타는 혁명파와 급격한 개혁을 싫어하는 왕당파, 이렇게 두 파가 대립하게 된다. 그러나 왕당파라고 해서 반드시 왕정복고를 희망하고 있는 것은 아니었고, 많은 혁명파에 대해 이전 체제를 부정하지 않겠다는 입장이었다.
테르미도르파는 그때까지의 정치 제도를 크게 바꾸었다. 먼저 경제는 1794년 12월 24일까지 걸쳐 수입자유화, 통제 가격의 철폐가 서서히 진행되었다. 그러나 이 때문에 폭발적인 인플레이션이 일어났고, 국채인 아시냐의 폭락을 불러와 이후 총재정부를 파탄에 이르게 한 원인 중 하나가 된다. 한편 무기상이나 금융업자 등 자본을 모은 사람도 나왔다. 1795년 2월 21일에 신교의 자유를 보장하며 정교분리 원칙을 가지고 《성직자기본법》이 폐지된다. 정부의 제례 예산을 철폐하는 한편, 1795년 5월 30일 교회에 제례를 다시 허용하였다. 행정 부분에서 공안위원회의 권한을 군사와 외교로 축소하였고, 보안위원회가 계속 경찰권을 갖고, 입법위원회가 광범위한 권한을 잡았다. 각 위원회는 매년 1/4씩 교체하도록 하였으며, 재임하기 위해서는 1개월 동안을 두기로 하였다.

## 주변국과의 관계
테르미도르파가 정권을 장악한 이후에도 전쟁은 한동안 계속되었다. 예를 들어 1794년 9월 네덜란드를 향해 침공을 시작했다. 그러나 내란과 재정 상황의 악화로 나라가 몸살을 앓고 있었기 때문에, 1795년 봄 이후, 정부는 전쟁 상태에 있던 나라와 조약을 맺어 나간다. 먼저 1795년 4월 5일, 《바젤 조약》에서 프로이센과 비교적 유리한 조건으로 강화했다. 이어 5월 16일에는 네덜란드와 강화를 맺게 된다. 또한 7월 22일에 스페인도 프랑스에 유리한 강화 조약을 맺는다.
그러나 오스트리아와 강화에 실패하면서, 전쟁은 계속되었고, 10월 1일에는 벨기에 합병에 성공한다. 그러나 라인강을 사이에 둔 전투에서 패배하였고, 12월이 되어서야 정전이 된다. 그러나 이것은 일시적인 것이며, 다음 해 6월 전투는 계속된다.

## 공화력 3년 헌법 제정
테르미도르파는 1795년 혁명의 색깔이 너무 강한 1793년 프랑스 헌법을 수정하여 《공화력 3년 헌법》(또는 1795년 프랑스 헌법)을 제정했다. 2개월 면담 후인 1795년 8월 22일에 보통선거제의 채택 여부를 묻는 투표를 하여 찬성 투표수 105만, 반대표는 불과 5천 표로 통과시켰다.
헌법을 개정을 통해 실시되는 최초의 선거에서는 테르미도르파보다 왕당파가 유리할 것으로 예상되었다. 따라서 테르미도르파는 "은퇴 의원의 일자리가 보장되지 않기 때문에 새로 의원에 출마하는 사람은 적은 것이다"고 주장하고 국민 공회에서 2/3 이상의 의원을 유임시키는 법안을 제출하고, 헌법과 함께 통과시켰다.
이 표결을 통해 9월 23일 새 헌법이 공식 출범했다. 이에 대해 각파, 특히 왕당파는 선거 방해가 있었다고 하여 파리에서 집회를 열었다. 1795년 10월 5일 이것이 방데미에르의 반란이라는 폭동으로 발전했기 때문에, 정부는 폴 바라스를 시켜 사태 해결을 지시했다. 진압 명령은 받은 젊은 나폴레옹이 부관으로 2,3천 명의 정부군과 잘 훈련된 포병대를 지휘하여 군사력이 뒤떨어지는 반란군을 다음 날에 진압했다.

## 공화력 3년 헌법의 내용
이 헌법은 권력 분립을 취지로 하며, 입법권, 행정권, 징세권에 대해 각각의 독립을 명시한 것이다. 또한 조항은 124조에서 377조까지 증가했다.
선거권에 관해서는, 보통선거가 폐지되고, 일정한 세금을 납부하는 사람에게만 인정한 것이었다. 따라서 성인 남성 700만 명 중에 유권자는 500만 명이 되었다.
입법권은 오백인회와 원로회의(250명)의 양원제로 했다. 이것은 일원제의 부작용이었던 극단적인 법안을 빨리 통과시켜 버리는 것을 막는 것이 목적이었다. 양원 모두 매년 1/3의 재선이 이루어져게 되었다. 오백인회 의원은 25세 이상이며, 원로회의의 의원은 40세 이상의 기혼자 또는 홀아비 (아내와 사별한 사람)이어야 했다. 원로회의는 오백인회가 제출한 법안에 대해 수정 권한이 없었고, 거부권만 있었다.
행정권은 5명의 총재에게 맡겨졌다. 임기는 5년으로 매년 1명씩 새로 선출되었다. 총재는 오백인회가 1명의 총재에 대해 각각 10명의 후보 풀 목록을 만들고, 그 중에서 원로회의가 선택하고 결정할 수 있었다. 선임 후 총재는 의회에 파면되지 않으면 되었다. 총재의 권한은 행정과 외교에 있으며 입법권은 없었다. 또한 각 부처 장관이 총재를 보좌했지만 총재가 내각과 의회의 일원이 아니라 정부 전체를 운영할 수 있는 능력이 없었다.
징세권은 행정권과 별도로 6명의 회계관에게 맡겨졌다. 회계관은 총재의 명령을 받지 않는 독립기관이었다. 기타, 신교의 자유, 언론의 자유, 직업 선택의 자유가 보장되었다. 한편, 집회의 자유는 인정되지 않았다. 그러나 개인, 단체 모두에게 정부에 탄원서 제출을 인정받았다. 또한 성직자 중에는 헌법과 하느님에 함께 충성을 맹세하는 모순점이 있었고, 헌법에 선서를 거부하는 성직자(기피 성직자)도 많이 나왔다. 이러한 기피 성직자의 인권은 제한되었다.

## 총재정부
새 헌법 하에 첫 선거가 1795년 10월 20일 실시되어, 10월 26일 국민공회는 해산되고, 10월 31일에 총재가 선출되었다. 최초의 총재로 선출된 5인은 장 프랑수아 루벨, 폴 바라스, 라 루베리에르-라포, 라자르 카르노, 르 투르누였다.
바라스는 귀족 출신이지만 나머지 4명은 부르주아 출신이었다. 루벨, 바라스, 라 루베리에르의 사상은 자코뱅파에 가까운 급격한 개혁을 좋아했다. 한편, 카르노와 르 투르누는 급격한 개혁을 좋아하지 않았다.
총재정부의 성립으로 프랑스 혁명은 끝난 것처럼 보였다. 망명중인 루이 18세와 구체제의 부활을 바라는 국민은 적었고, 반대로 공포 정치도 좋아하지 않았기 때문에, 총재 정부의 중도 노선은 지지를 받았다. 국민은 혁명의 상처를 치유하는 국면을 바라고 있었다.
총재정부는 1795년 11월부터 1799년 11월까지 3년 동안 존속했으며, 입법원(Corps Législatif)이라 불리던 양원제 의회기구를 갖추고 있었다. 하원인 오백인회(Conseil de Cinq-Cents)는 30세 이상의 500명 의원으로 구성되어 입법을 건의하는 기구였다. 원로회의(Conseil des Anciens)은 40세 이상 의원 250명으로 구성되며 이들은 제출된 입법안을 통과, 또는 거부할 권한을 가졌다.
원로회의는 또한 오백인회가 제출한 인명부를 보고 5명의 총재(Directeur)를 선출했다. 총재는 나이가 적어도 40세가 되어야 했으며 의원이나 장관으로 일한 경험이 있어야 했다. 해마다 돌아가면서 한 사람의 새 총재가 선출되었다. 총재들은 정부 장관, 대사, 장군, 수세관, 그밖의 여러 관리들을 임명했다. 그러나 이전 공안위원회가 누렸던 중앙집권적인 여러 권력들을 명목상 이어받기는 했으나 계획에 필요한 자금이나 자신들의 의지를 실시할 사법기관을 갖지 못했다.
총재정부의 목표는 첫째, 정치·경제적 세력자들의 이익을 옹호하고 증대시키는 것이었으며, 둘째, 부르봉 왕가의 복귀를 방해하고, 국가의 부를 재분배하는 방법 등을 통해 권력을 쥔 자들을 위협할 수 있는 또다른 체제 건설을 막는 것이었다. 그러나 1793년~1794년 공포정치 기간 동안 존재했던 청교도적 독재에 대한 반동으로서 생겨났던, 나약하고 기반이 부실했던 총재정부는 나폴레옹 보나파르트의 더욱 규율 잡힌 독재에 굴복했다. 또한 총재정부 시대는 또한 사치스런 의상과 무절제한 오락, 느슨한 도덕관념 등으로 유명했던 시기이기도 하다.
그러나, 총재정부는 당초부터 재원 부족으로 골머리를 앓았다. 국채인 아시냐의 폭락은 멈추지 않았고, 세제개혁도 이루어졌지만 재정은 회복되지 않았다. 1795년 12월에는 라메르가 재무장관이 되어, 1796년 3월 18일에 아시냐를 폐지하고 토지전환어음으로 발행하였다. 의회의 왕당파는 기피성직자의 허용, 에미그레(망명자)의 친척에 관한 법률의 폐지, 에미그레와 그 친척에 대한 관용을 요구했지만, 총재정부는 이것을 거부했다.
1796년 5월 25일 토지공유화 등을 주장하는 바뵈프가 정부 전복 음모를 혐의로 체포되어 이듬해 5월 처형되었다.
1793년 프랑스 서부에서 계속된 방데 반란이 라자르 오슈에 의해 진압되었고, 1796년 5월 26일의 프랑수아 드 샤렛트의 처형에 의해 사실상 종결되었다.

## 오스트리아와의 전투
1796년 3월 2일 나폴레옹은 이탈리아 원정군 최고 사령관으로 임명되어 새로 부하가 된 뮈라, 베르티에, 마세나, 피에르 오주로를 거느리고 전쟁터로 향한다. 소위 이탈리아 원정이다. 4월에 시작되어 연전연승을 한 끝에 5월 15일에는 밀라노에 진주한다. 나폴레옹은 사르데냐 왕 비토리오 아메데오 3세와 1796년 5월 화해하고, 니스와 사부아를 획득하고, 피에 몬테 요새에 프랑스군의 주둔을 인정하게 했다.
한편, 독일 원정군은 고전하고 있었다. 1796년 6월 모로는 라인강을 건넜고, 주르당은 쾰른을 점령했다. 그러나 8월 테셴 공작 카를에 의해 각개 격파되어 버렸다.
프랑스는 8월 스페인과 《제2차 산 일데폰소 조약》을 맺고 동맹했다. 또한 나폴레옹이 이끄는 이탈리아 원정에서 2월 나폴리도 제압했다. 그 후 나폴레옹은 오스트리아군과 이탈리아 북부에서 격돌하여, 11월 17일에 아르콜 전투에서 승리하고, 1797년 1월 14일 승리를 결정했다. 4월 18일에 레오벤에서 오스트리아와 임시 강화 조약이 체결되었다. 또한 10월 오스트리아와 《캄포포르미오 조약》을 맺고, 베네치아를 대가로 이탈리아 롬바르디아주와 남부 네덜란드를 획득했다. 영국은 1797년, 세인트 빈센트 곶 해전에서 승리했지만, 프랑스의 네덜란드 정복을 인정하지 않을 수 없었다.
이 전투의 승리는 나폴레옹은 프랑스 국민의 국민적 영웅으로 존경을 받았다. 또한 점령지에서 프랑스로 보내졌던 전리품이 총재정부의 재정적 어려움 해결에 약간 도움이 되었다. 따라서 어떤 의미에서 나폴레옹이 재정을 장악한 형태가 되어, 총재정부는 나폴레옹을 두려워하기 시작했다. 나폴레옹의 힘은 본국의 훈령을 일일이 기다리지 않고 즉석에서 처리할 수 있었으며, 그 문제에 관해서 총재정부는 나폴레옹에 대한 불안을 가지게 되었다.

## 왕당파
1797년 1월 총재인 라 루베리에르와 생 피에르, 세니에, 투르누 등은 가톨릭 교회에 대항하여 새로운 종교인 경신박애교를 만들고 있었다.
1797년 3월과 4월에 열린 3차 평의원 선거에서는 왕당파가 다수당이 되었다. 왕당파의 요청을 받아 르 투르누가 총재에서 제외되었고, 대신 카르노와 사상이 가까운 유명한 외교관 바르세레미로 대체하였다. 총재정부는 바라스파와 바르세레미파의 대립 구도가 생기고 있었다.
의회의 왕당파 의원은 혁명에 의한 갑작스런 개혁을 싫어했고, 제도를 구시대로 회귀하려 하였다. 에미그레(망명자)의 친척에 대한 정치 활동 제한이 허용되었고, 기피성직자도 시민권을 되찾았다.

## 프뤽티도르 18일 쿠데타(1797)
총재인 바라스, 루벨, 라 루베리에르 등은 반격을 도모하였고, 쿠데타로 정부 왕당파를 추방하기로 모의했다. 따라서 먼저 모사를 잘하는 감독관 푸셰를 동료로 끌어들였다. 또한, 의회에 강력한 인맥을 가지고 있던 탈레랑도 외무 장관의 지위에 대한 대가로 동조했다.
1797년 9월 4일(프랑스 혁명력 프뤽티도르 18일) 먼저 방데 반란을 평정했던 라자르 오슈와 나폴레옹의 부하인 피에르 오주로를 파리에 초청하여, 이른바 〈프뤽티도르 18일 쿠데타〉를 일으켰다. 나폴레옹 본인이 가지 않는 것은, 만약 쿠데타가 성공했다 하더라도 바라스의 정권은 오래가지 않을 것이라고 보았고, 새 정부의 실패의 여파를 받지 않기 위한 배려였다.
쿠데타는 성공했다. 선거에서 뽑힌 198명의 의원이 당선 무효가 되었고 많은 유명 인사들이 체포되었다. 총재인 바르세레미는 남아메리카의 카옌으로 추방되었고 카르노는 망명했다. 그 후임 총재로 두에와 누샤토가 올랐다. 정부 요직은 공화국파가 점유하였고, 에미그레의 친척에 대한 법률도 부활되었다. 군사 법정이 설치되었고, 망명은 유죄로 프랑스에 귀국을 명하는 판결이 내려졌다.
기피성직자는 다시 억압되게 되었다. 수백 명이 카옌으로 보내지거나, 혹은 레 섬과 오레론 섬의 폐허에 갇혔다. 라 루베리에르 스스로 교단을 확장하고 많은 교회를 경신박애교 시설로 개조하였다. 정부는 10요일(프랑스 혁명력 참조)을 공적인 제례일로 정하고 의무적으로 업무를 쉬도록 하여, 지금까지 교회에서 행해지고 있었던 일요일 예배를 금지시켰다. 언론의 자유가 제한되고 신문은 발행 금지 처분당하여, 신문은 일제히 추방되었다.
이전 귀족 전체를 프랑스에서 추방하는 것이 제안되었다. 그 방안은 실현되지 않았지만, 옛 귀족은 외국인 취급이 되었고 시민권을 얻기 위해서는 귀화를 해야만 했다. 또한 채권 이자의 2/3는 무효 처리됐다.
기타 정책으로 경제 장관 라메르는 긴축 정책을 취하여, 지출을 줄이고, 각종 급여의 인하와 동결, 간접세의 부활 등의 정책을 실시했다. 또한 내무 장관 누샤토는 학교와 정부 통계 등에 주력했다.

## 플로레알 22일의 쿠데타(1798)
1798년 4월 선거에서 의회는 규정된 재선 의원 수의 1/3만 아니라 프뤽티도르의 혁명으로 부족한 의원의 보충이 필요했다. 왕당파는 무력화했고, 유권자들은 무관심했다. 자코뱅파 내부에서도 총재정부에 대한 비판이 대두되고 있었다. 당선된 의원 중 현 정권에 비판적인 공화국파 의원들이 많았다.
총재정부는 반대파를 줄이기 위해 1798년 5월 11일(프랑스 혁명력 플로레알 22일), 당선자 154명 가운데, 정부에 반대하는 106명의 선거 결과를 무효로 하는 법안을 강행 통과시켰다. 이것이 《플로레알 22일의 쿠데타》로 불리는 사건이다. 그때까지만 해도 총재정부와 의회의 관계는 나쁘지 않았지만, 의회는 총재정부의 부패와 악정의 책임을 추궁했다. 1798년 5월 15일, 누샤토가 은퇴하고 트레야르가 총재가 되었지만, 의회는 트레야르에 찬성하지 않았다.

## 이집트 원정
프랑스 내부도 시끄러웠지만, 총재정부는 주변 국가에 대한 간섭을 중단하지 않았다. 1797년 12월, 의회는 독일 침공에 대비하여 국경 도시 라슈타트를 점령했다. 점령의 성공은 프랑스의 여론에 긍정적인 영향을 주었다.
총재정부는 베른을 확보하기 위해, 기욤 마리 안 브륀으로 하여금 스위스를 침공하게 했다. 또한 1797년 12월 28일 프랑스군 사령관 듀호가 살해당한 보복으로, 루이 알렉상드르 베르티에게 명하여 비오 6세가 다스리는 교황령을 침공하고 로마공화국을 건국하게 했다. 그 때, 피에몬테주를 사실상 프랑스에 합병하였다. 이 침공 때 약탈 행위도 많이 이루어졌다.
한편, 나폴레옹의 공명심과 국민에게 인기 있는 나폴레옹을 멀리 쫓아내고 싶다는 총재정부의 의도가 일치하자, 공화국군과 사령관의 대부분을 거느리고 이집트 원정을 가게 하였다. 1798년 5월 19일 병사 5만과 선박 232척을 이끌고 먼저 지중해의 섬나라 몰타로 향했다. 6월 8일 몰타를 점령하고, 7월 1일에는 이집트의 알렉산드리아에 도착했다. 현대적 무기를 보유한 프랑스군은 이미 7월 24일 이집트의 중심 도시 카이로를 점령했다.
전선이 확대됨에 따라, 군은 인력부족에 시달리게 되었고, 1798년 여름, 첫 국민징병제에 관한 법률을 통과시켰다. 이 법의 시행을 반대하던 벨기에에서 농민 반란이 일어났다. 이때는 성직자 8000명이 범죄를 추궁 당하고, 유배될 뻔 하다가 민중의 지원을 받아 대부분 도망갈 수 있었다. 정부의 지도력이 쇠퇴하고 있었으며, 징병된 병사는 극소수였다.
이러한 상황 속에서 1798년 8월 1일 이른바 《나일 해전》에서 영국의 넬슨 제독이 프랑스 해군을 크게 격파했다. 이 승리로 영국은 지중해의 제해권을 장악하게 되었으며, 이집트 내의 프랑스군은 고립되었다.

## 해외 전선
나일 해전의 승리는 프랑스 주변국의 동맹을 자극하게 했다. 나폴리 왕국, 오스트리아, 러시아, 터키, 영국이 대프랑스 동맹을 결성하여 프랑스에 대한 포위망을 구축했다. 소위 제2차 대프랑스 동맹이다. 나폴리 왕국의 페르디난드 4세(후에 두 시칠리아 국왕 페르디난드 1세)는 경솔하게 동맹국이 전쟁을 준비하기도 전에 프랑스를 공격했기 때문에 반대로 격파를 당해 시칠리아로 피신하는 지경이 되었다.
1799년 1월, 프랑스는 나폴리를 점령하고 페르테노페아 공화국을 건국했다. 그러나 이 승리는 프랑스의 전선을 확대하고, 군대를 분산시킨 것이었다. 또한 3월 초순에는 독일을 향해서 라인 강을 건넜다. 그러나 1799년 3월 21일, 카를 대공이 이끄는 오스트리아에 의해 스톡카흐 지역에서 패배했다. 전쟁을 끝내기 위해 1798년 1월 19일부터 계속된 라슈타트 회의는 15개월 간에 걸친 성과도 없이 1799년 4월 오스트리아의 경기병이 프랑스 사절을 살해함으로써 끝났다. 이탈리아 전선에서 동맹측은 러시아의 육군 원수(후에 총사령관)인 알렉산드르 수보로프가 오스트리아-러시아 연합군을 지휘했다. 1799년 4월 17일, 모로가 이끄는 프랑스군은 카사노 다다에서 패해 또한 밀라노, 토리노를 함락당했다. 따라서 프랑스의 이탈리아의 괴뢰 정부의 권위는 추락했고, 나폴리에서 철수했다. 수보로프는 6월 17일 -18일, 트레비아 강 격전에서 다시 프랑스군을 격파했다. 프랑스군은 프랑스 주변의 각 전선에서 패배를 거듭하면서 점령지를 상실하였다.

## 프레리알 30일 쿠데타(1799)
1799년 3월부터 4월까지 선거에서 공화파가 약진했다. 그 때문에 일시적으로 총재정부의 권위가 상승했다. 5월, 루벨이 은퇴하고 후임으로 에마뉘엘 조제프 시에예스가 되었다.
시에예스는 공화력 3년 헌법에 반대하고 있었지만, 시민의 절대적인 지지를 받았다. 그는 총재정부의 인기가 침체되고 있다는 것을 민감하게 읽어 냈다. 시에예스는 권력을 잡기 위해 헌법을 개정하여 공화파의 힘을 억제하려고 했다. 시에예스는 바라스와 손을 잡고, 다른 3명의 총재와 거리를 두기 시작했다.
6월 16일, 의회는 총재 트레야르의 취임을 무효로 하고, 두에와 라 루베리에르를 플로레알 22일 쿠데타의 장본인으로 지목하고 해임을 요구했다. 결국 6월 18일(프레리알 30일) 이것이 인정되었다. 이것을 프레리알 30일 쿠데타라고 부른다. 후임은 고이에르, 뮬랑과 듀코가 되었다. 새로운 총재가 된 세 명은 실정도 없었고, 권위 또한 거의 없었다. 행정부의 각 장관도 대체되었다.

## 프레리알파의 정책
독일과 이탈리아의 점령지가 차례로 탈환되어가는 가운데, 프랑스는 내부 혼란을 잠재우기 위해 적절한 조치를 취할 수 없었다. 재정은 파탄 직전에 있었고, 정부의 반종교 정책으로 프랑스 각 주는 반란 직전이었다. 도로의 파괴와 도둑떼의 증가로 상업의 흐름이 막히게 되었다. 당시 프랑스에 정치적 자유는 없었지만, 그렇다고 해서 독재에 의한 정치적 속단도 거의 이뤄지지 않았다. 오백인회는 과격파가 차지하여 《인질법》, 《강제차관법》 등 극단적인 법률이 만들어졌다. 《누진과세제》도 채택되었다. 자코뱅파가 다시 결성되어 불행한 죽음을 맞은 자크 르네 에베르, 장폴 마라에 대한 재평가가 이뤄졌다.
당시 시에예스는 조제프 푸셰를 경찰 담당 장관으로 재임했다. 푸셰는 일처리가 뛰어난 사람이었으며, 자코뱅파를 해산하고 몇몇 신문을 추방했다. 시에예스는 또한 권력을 강화하기 위해 군대를 이용하려고 했다. 그는 주베르를 장군으로 임명하여 전쟁 국면을 호전시키기 위해 이탈리아에 파견했다. 1799년 8월 15일, 노뷔에서 수보로프가 이끄는 동맹국 군과 교전을 벌여, 주베르 장군은 초기에 전사하고 프랑스군은 패배했다.
이 패전 후 프랑스는 제노바의 생명선이라고 할 알프스 남부의 점령지 방어가 허술해지게 되었다. 러시아와 오스트리아는 스위스에서 프랑스를 침략하기로 했다. 한편, 영국과 러시아의 연합군은 네덜란드를 공격했다. 그러나 동맹국 측은 또한 자국의 허세와 이익에 대한 집착 때문에 강했다고 할 수 없었다. 연합군은 1799년 9월 26일 -27일, 제2차 취리히 전투에서 프랑스의 앙드레 마세나에게 패하고 스위스 침공이 연기되었다. 10월 영국-러시아 연합군은 네덜란드에서 철수했다. 이로써 프랑스 주변의 당면 위협은 사라지게 되었다.

## 브뤼메르 18일 쿠데타
나폴레옹은 이집트에서 고전하고 있었다. 개별 전투에서 승리했지만, 본국에서의 구원군이 없었고, 풍토병에 시달리고 있었다. 지중해의 제해권을 영국에 빼앗겼기 때문에 쉽게 철수할 수도 없었다.
한편 프랑스 본국의 정치는 혼란이 극에 달했으며, 이것은 나폴레옹이 정권을 잡을 기회와 명분을 제공했다. 1799년 10월 9일, 나폴레옹은 이집트를 탈출하여 프랑스 남부의 프레쥬로 귀환했다.
총재인 에마뉘엘 조제프 시에예스는 법률의 범위 내에서 사태를 수습하는 것은 불가능하다고 판단하고, 나폴레옹의 도움으로 일거에 정권을 장악하려 생각했다. 1799년 11월 9일, 쿠데타가 성공하고 시에예스와 나폴레옹은 집권 정부를 수립했다. 이것으로 총재정부의 시대는 끝나고 통령정부가 세워졌다. 나폴레옹은 통령정부에서 시에예스를 제치고 실권을 잡았다.

## 총재 목록
| 총재정부    | 총재정부 | 총재정부  | 총재정부      | 총재정부    | 총재정부      |
| ----------- | -------- | --------- | ------------- | ----------- | ------------- |
| 1795년 11월 | 루벨     | 폴 바라스 | 라 루베리에르 | 르 투르네르 | 라자르 카르노 |
| 1797년 5월  | 루벨     | 폴 바라스 | 라 루베리에르 | 바르텔레미  | 라자르 카르노 |
| 1797년 9월  | 루벨     | 폴 바라스 | 라 루베리에르 | 메를랭      | 누샤토        |
| 1798년 5월  | 루벨     | 폴 바라스 | 라 루베리에르 | 메를랭      | 트레야르      |
| 1799년 5월  | 시에예스 | 폴 바라스 | 라 루베리에르 | 메를랭      | 트레야르      |
| 1799년 6월  | 시에예스 | 폴 바라스 | 듀코          | 뮬랑        | 고이에        |

## 같이 보기
- 프랑스 혁명 연표